# سفيند فوين
سفيند فوين (بالنرويجية: Svend Foyn) (9 يوليو 1809 - 30 نوفمبر 1894) هو صياد حيتان نرويجي مشهور، قام بتطوير أساليب عدة لصيد الحيتان والتعامل معها، كما قام باختراع البندقية الحديثة المستخدمة في إطلاق رماح صيد الحيتان، مما أدى إلى تقدم صيد الحيتان تقدماً كبيراً.
تغير تاريخ صيد الحيتان تغيراً جذرياً عندما قام سفيند فوين باختراع رمح صيد الحيتان المتفجر، فمن خلال ذلك زال كثير من الخطر الذي كان يواجه صيادي الحيتان سابقاً، مع أنه لم يزل عملاً في غاية الخطورة، وقد رفع اختراعه من كفاءة صيد الحيتان بشكل كبير، وصار من الممكن اصطياد الركوليات الكبيرة والسريعة والتي هي أكبر مجموعات الحيتان البالينية حجماً.

## المصدر
- Svend Foyn: From Wikipedia, the free encyclopedia